# Stentjärnen (Malå socken, Lappland, 723974-163148)
Stentjärnen är en sjö i Malå kommun i Lappland och ingår i Skellefteälvens huvudavrinningsområde. Sjön har en area på 0,134 kvadratkilometer och ligger 308,8 meter över havet.

## Delavrinningsområde
Stentjärnen ingår i det delavrinningsområde (723278-163814) som SMHI kallar för Utloppet av Malåträsket. Medelhöjden är 330 meter över havet och ytan är 41,22 kvadratkilometer. Räknas de 32 avrinningsområdena uppströms in blir den ackumulerade arean 606,53 kvadratkilometer. Malån som avvattnar avrinningsområdet har biflödesordning 2, vilket innebär att vattnet flödar genom totalt 2 vattendrag innan det når havet efter 144 kilometer. Avrinningsområdet består mestadels av skog (67 procent). Avrinningsområdet har 7,42 kvadratkilometer vattenytor vilket ger det en sjöprocent på 18 procent. Bebyggelsen i området täcker en yta av 1,69 kvadratkilometer eller 4 procent av avrinningsområdet.